# Passerina
- Commons
- Wikispecies

Passerina L. é um género botânico pertencente à família Thymelaeaceae.

## Sinonímia
- Chymococca Meisn.

## Espécies
| - Passerina aragonensis - Passerina argentata - Passerina broteriana - Passerina burchellii - Passerina choulettei - Passerina clementii - Passerina comosa - Passerina corsica - Passerina corymbosa - Passerina cupressina - Passerina drakensbergensis - Passerina ericoides - Passerina eriophora - Passerina esterhuyseniae | - Passerina falcifolia - Passerina filiformis - Passerina galpinii - Passerina granatensis - Passerina hamulata - Passerina hirsuta - Passerina imbricata - Passerina incurva - Passerina javanica - Passerina laniflora - Passerina lanuginosa - Passerina linearis - Passerina montana - Passerina montivaga | - Passerina nivicola - Passerina obtusifolia - Passerina paleacea - Passerina paludosa - Passerina passerina - Passerina quadrifaria - Passerina rigida - Passerina rubra - Passerina salsolaefolia - Passerina segobricensis - Passerina telonensis - Passerina truncata - Passerina vulgaris |

- «Lista completa»

## Classificação do gênero
| Sistema | Classificação                     | Referência              |
| ------- | --------------------------------- | ----------------------- |
| Linné   | Classe Octandria, ordem Monogynia | Genera plantarum (1754) |